# Ribeira Nova (São Mateus)

A Ribeira Nova é um curso de água português, localizado na freguesia açoriana do São Mateus, concelho da Madalena, ilha do Pico, arquipélago dos Açores.
Tem a sua origem a cerca de 1000 metros de altitude, no interior de uma zona forte declive. O seu percurso atravessa zonas de forte povoamento florestal onde existe uma abundante floresta endémica típica da Laurissilva característica da Macaronésia. Desagua no Oceano Atlântico próxima a São Caetano, entre esta localidade e a Ponte de São Macário.